# Кучеряевка (Воронежская область)
Кучеряевка — село в Бутурлиновском районе Воронежской области.
Административный центр и единственный населённый пункт Кучеряевского сельского поселения.

## География
Расположено в 31 км к востоку от районного центра.
Улицы
- ул. 1 Мая,
- ул. Карла Маркса,
- ул. Ленина,
- ул. Молодёжная,
- ул. Октябрьская,
- ул. Пролетарская.

## История
Село основано в середине XVIII века крестьянами слободы Бутурлиновки, откуда они выселились из-за недостатка земли. Одним из первых среди переселенцев был крестьянин Василий Петрович Кучерявый, родившийся в 1738 году, по имени которого хутор и получил своё название. Он поставил свою хату у лога в верховьях речки Осередь.
Село входило в вотчину графов Бутурлиных и относилась к Васильевской волости. В 1839 году кучеряевцы за большой выкуп получили свободу от крепостной зависимости у графини А. А. Бутурлиной. В 1855 году в селе построена Предтеченская деревянная церковь, которая на данный момент не сохранилась.
В мае 1917 года крестьяне села участвовали в переделе земли. Советская власть в селе была провозглашена в начале 1918 года, с 5 по 13 октября того же года в районе села шли упорные бои с красновцами. Белоказачьим войскам противостояли интернациональный батальон, Кексгольмский и 5-й Заамурский полки 3-й Воронежской пехотной дивизии. В январе 1919 года красновцы были выбиты из Кучеряевки. Осенью 1919 года село ненадолго заняли деникинцы. 20 ноября того же года белый были выбиты из Кучеряевки кавалерийской дивизией М. Ф. Блинова.
В 1922 году село подверглось нападению банды Фоменко. Бандиты захватили, пытали, а потом и убили красного командира, коммуниста М. Г. Чумакова, бывшего на побывке в родном селе, председателя волисполкома Я. В. Гуренко, комиссара И. А. Коржова.
Во время коллективизации образовано несколько колхозов. В 1950-е годы они объединились в один колхоз «Ленинское знамя».
За годы Великой Отечественной войны на фронт ушло 560 кучеряевцев, из них 256 погибли. В 1975 году в их честь в центре села воздвигнут памятник.

## Демография
| 1859 | 1897  | 2010 | 2012 | 2013 | 2014 | 2015 | 2016 | 2017 |
| ---- | ----- | ---- | ---- | ---- | ---- | ---- | ---- | ---- |
| 1759 | ↗2206 | ↘848 | ↘802 | ↘784 | ↘752 | ↘735 | ↘726 | ↘714 |
| 2018 | 2019  | 2020 | 2021 |      |      |      |      |      |
| ↘693 | ↗696  | ↘695 | ↘562 |      |      |      |      |      |

Население села равнялось:
| Год  | Крестьянских дворов | Мужчин | Женщин | Всего |
| ---- | ------------------- | ------ | ------ | ----- |
| 1812 | 25                  |        |        | 150   |
| 1815 |                     |        |        | 900   |
| 1900 | 370                 |        |        | 2660  |
| 1926 | 430                 |        |        | 2495  |
| 1995 | 400                 |        |        | 1040  |

## Инфраструктура
В селе есть неполная средняя школа, дом культуры с библиотекой, медпункт, отделение связи, два магазина.

## Известные люди
В селе родились:
- Егор Иванович Христенко (1913—1996) — Герой Советского Союза[2].
- Яков Петрович Мотлохов (1922—2006) — советский военный лётчик, лётчик-испытатель.